# Lazaret d'Arenc

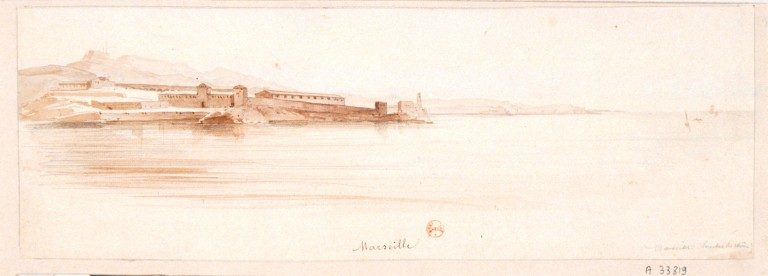
Le Lazaret au XIXe siècle.

Le Lazaret d'Arenc, fondé en 1663 au lieu-dit Saint-Martin d'Arenc, est un site aujourd'hui disparu de Marseille. L'établissement était destiné à accueillir les équipages et passagers des navires ainsi que les marchandises afin d'y être observés voire traités durant les quarantaines. Il faisait partie des meilleurs sites du cordon sanitaire méditerranéen, mis progressivement sur pieds à partir du XVIe siècle par les autorités compétentes ayant acquis une certaine expérience face aux pandémies.
Au moment de la Révolution industrielle, ce Lazaret cède la place au long port de commerce de la Joliette, avec son entrepôt sur l'eau, attenant au projet de docks de 1830 et les aménagements du chemin de fer et du tramway de Marseille. Partiellement situé à sa place, le « Quai du Lazaret » lui rend aujourd'hui un hommage éponyme et géographique.

## Description
En 1660, la construction du Fort Saint-Nicolas, ordonnée par Louis XIV, empiéta largement sur le lieu-dit Saint-Lambert, l'actuel quartier des Catalans. Or sur celui-ci se trouvaient les « infirmeries de Saint-Lambert », construites à partir de 1527 à la porte de l'Ource sur décision du Conseil municipal et agrandies au fur et à mesure des besoins. Il fallut ainsi construire un nouveau Lazaret. Le terrain choisi est relativement peu peuplé et s'incline doucement vers la mer. Il s'agit de Saint-Martin d'Arenc, en surplomb de ce qui était alors l'anse d'Arenc, bordé de Cap Titol d'un côté et l'anse de La Joliette, de l'autre. Il est à « une portée de canon », soit environ 300 mètres des remparts de la ville.
Le site a trois portes principales : deux qui donnent sur la rade avec le débarcadère, et l'autre, située au sud, qu'on appelle « la grille », qui donne vers le faubourg de la Porte d'Aix. A côté de la grille se trouvait le logement des concierges et la « chambre aux parfums » où étaient désinfectés par fumigation documents et courrier. Du débarcadère, les quarantenaires rejoignent le bâtiment principal, long d'environ 45 m. Il est composé d'un rez-de-chaussée et d'un premier étage. Devant les appartements se trouve une large galerie soutenue par des colonnes. Chaque appartement consiste en une grande pièce carrée avec cheminée et deux cabinets au fond, le tout plafonné et bien blanchi à la chaux.
Le site initial était divisé en deux parties : le Grand Enclos, dont les bâtiments et enclos accueillaient équipages, passagers et marchandises de navires « sous patentes nettes », c'est-à-dire provenant d’un pays sain, tandis que le Petit Enclos était réservé à ceux « sous patentes brutes », c'est-à-dire provenant d’un pays contaminé. Le Grand Enclos, subdivisé en quatre parties avec « galeries de passagers », permettait d’accueillir une trentaine de malades en chambres séparées. Trois autres enclos disposant de dix-huit chambres étaient réservés aux personnes saines et aux marchandises en purge. Il possédait une chapelle, un hôpital et un parloir. Chaque enclos était équipé d'une fontaine ou un puits, d'un lavoir, d'un cimetière et de « chambres de correction » pour les quarantenaires en état d'arrestation. Il y a aussi des entrepôts immenses et des séchoirs pour les marchandises en quarantaine. Une double enceinte de murs très élevés le clôture.
Les premiers édifices se révélèrent vite insuffisants et il fallut sans cesse de nouveaux aménagements. Après la grande épidémie de peste de 1720, des aménagements agrandiront le site à nouveau vers le nord à partir de 1726 et tout au long du XVIIIe siècle. Ils coutèrent près de 100 000 livres tournois, financés au moyen d'emprunts et grâce aux droits de quarantaine, dont le barème était fonction de la valeur de la cargaison et du tonnage des bateaux. En 1830, le Lazaret d'Arenc avait atteint une superficie de 34 hectares.

## Organisation
L'organisation du Lazaret d'Arenc est confiée aux « intendants de santé », des officiers municipaux, dont le rôle est très étendu. Outre de l'organisation sanitaire, ils conseillent les autorités sur l'activité économique de Marseille et les conditions de son exercice. Un « capitaine des infirmeries » dirige le lazaret, appuyé par un grand nombre d'employés : gardiens, portefaix et ouvriers qui habitent de petites maisons construites sur le site. En outre, si besoin est, le lazaret peut loger deux ou trois régiments d'infanterie soit environ 3000 personnes de plus dans ses enclos. Interdiction est faite à toute personne étrangère à l'intendance sanitaire de pénétrer sur le site.
Les navires « sous patentes brutes » ou susceptibles de présenter un danger vont d'abord mouiller dans le petit port de l'île de Pomègues située dans la rade de Marseille, où les documents portuaires sont remis aux autorités. La quarantaine s'effectue au Lazaret lui-même. La première moitié de la quarantaine se passe dans le logement attribué, pendant l'autre moitié il est permis aux patients de se promener dans les avenues. En cas de maladie, l'isolement est de mise et les rapports des médecins du Lazaret étant rédigés quotidiennement, et envoyés à l'intendance immédiatement après chaque visite, les cadavres autopsiés. Les paiements des patients obéissent aussi à une règlementation stricte, l'argent source potentielle de contamination, est jeté dans un vase contenant du vinaigre.

## Réputation
Le Lazaret d'Arenc, avec un service sanitaire devenu permanent, était considéré comme un modèle en Europe.
Le Lazaret de Marseille est l'un des plus grands, des plus beaux et des mieux administrés de tous les lazarets possibles... Outre ses habitants, ce lazaret peut loger environ 3000 personnes ; et deux ou trois régiments d'infanterie peuvent bivouaquer dans ses enclos...Le restaurant du Lazaret est très bon... La quarantaine s'y passe agréablement surtout l'été
— extrait du Conducteur ou Guide du voyageur et du colon de Paris à Alger et dans l'Algérie, par Armand Pignel, Éditions Debécourt, Paris, 1836.